# Oreopanax bogotensis
Oreopanax bogotensis är en araliaväxtart som beskrevs av José Cuatrecasas. Oreopanax bogotensis ingår i släktet Oreopanax och familjen Araliaceae. Inga underarter finns listade.